# Kösjön
Kösjön är en sjö i Åre kommun i Jämtland och ingår i Indalsälvens huvudavrinningsområde. Sjön har en area på 10,6 kvadratkilometer och ligger 560,1 meter över havet.
Sjöns avrinning sker genom Kärrån till den större Ånnsjön. Kösjön har ett rikt fiskbestånd med bland annat fjällröding och öring och används för sportfiske. Vattenkvaliteten är god. Kösjönområdet har vildmarkskaraktär och har föreslagits som naturskyddsområde.

## Delavrinningsområde
Kösjön ingår i delavrinningsområde (702262-134847) som SMHI kallar för Utloppet av Kösjön. Medelhöjden är 626 meter över havet och ytan är 45,68 kvadratkilometer. Räknas de 4 avrinningsområdena uppströms in blir den ackumulerade arean 59,33 kvadratkilometer. Kärrån som avvattnar avrinningsområdet har biflödesordning 3, vilket innebär att vattnet flödar genom totalt 3 vattendrag innan det når havet efter 373 kilometer. Avrinningsområdet består mestadels av skog (56 procent) och kalfjäll (10 procent). Avrinningsområdet har 10,66 kvadratkilometer vattenytor vilket ger det en sjöprocent på 23,3 procent.